# アルトモンテ
アルトモンテ（イタリア語: Altomonte）は、イタリア共和国カラブリア州コゼンツァ県にある、人口約4,400人の基礎自治体（コムーネ）。

## 地理

### 位置・広がり

#### 隣接コムーネ
隣接するコムーネは以下の通り。
- アックアフォルモーザ
- カストロヴィッラリ
- フィルモ
- ルングロ
- ロッジャーノ・グラヴィーナ
- サン・ドナート・ディ・ニネーア
- サン・ロレンツォ・デル・ヴァッロ
- サン・ソスティ
- サラチェーナ

## 文化・観光
「スローシティ」加盟都市、「イタリアの最も美しい村」クラブ加盟コムーネである。